# Mont Auxois
Le mont Auxois est un sommet situé dans le département français de la Côte-d'Or entre l'Ozerain et la Brenne, au cœur de la région naturelle de l'Auxois. Il se trouve dans la commune d'Alise-Sainte-Reine.
C'est le site du siège d'Alésia, usuellement présumé à l'issue de nombreux débats. Lieu de fouille du site archéologique d'Alésia, et par ailleurs d'une statue de Vercingétorix, on trouve à son pied le MuséoParc Alésia qui retrace l’histoire de l'oppidum assiégé à la fin de guerre des Gaules selon Jules César.

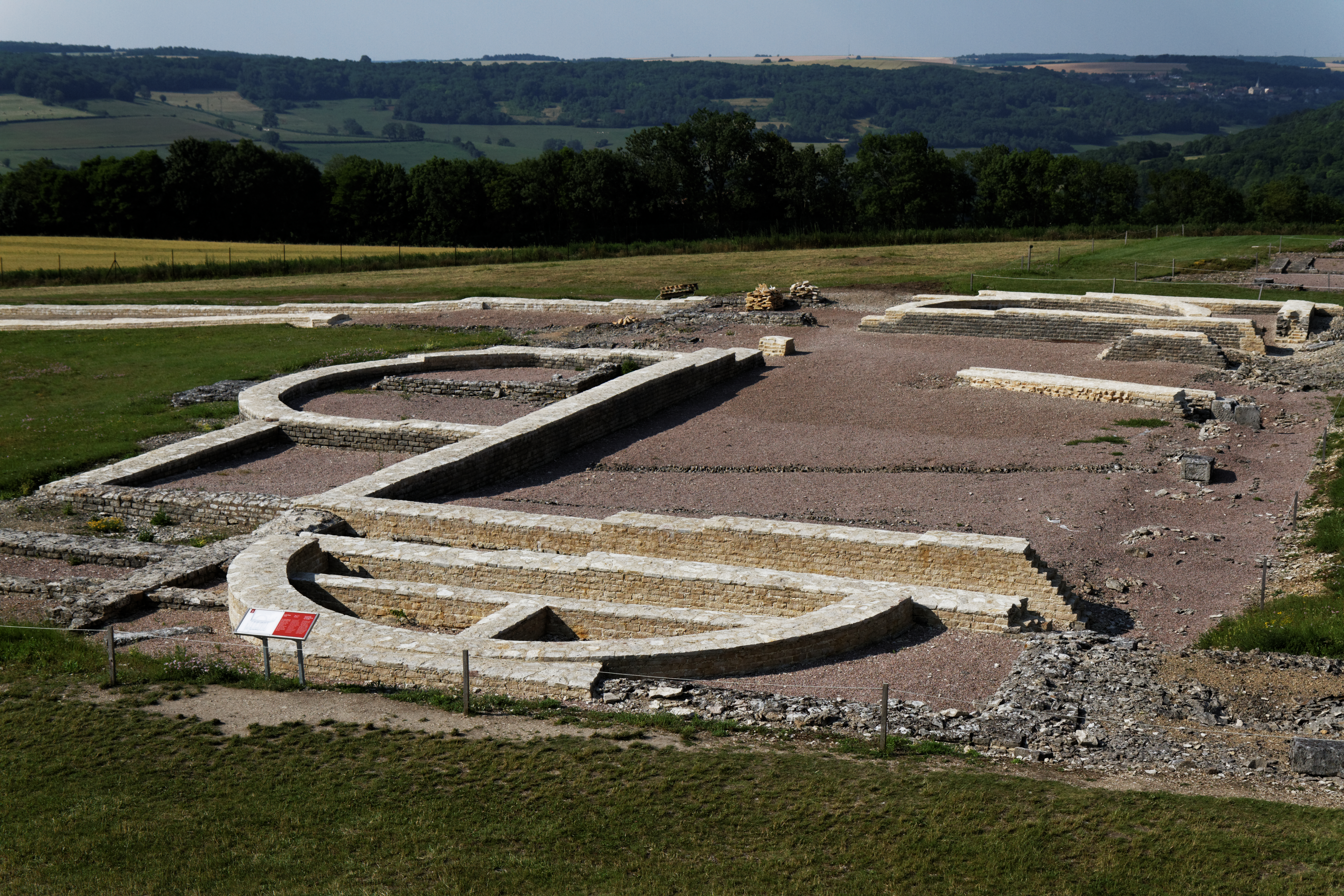
Vue du site archéologique d'Alésia montrant des vestiges gallo-romains du mont Auxois